# Neodon linzhiensis
Neodon linzhiensis és una espècie de mamífer rosegador de la família dels cricètids. És endèmic del Tibet. Té el pelatge de color negre-marró. Les orelles sobresurten una mica del pelatge. Se n'han trobat espècimens a camps de conreu abandonats i prop de parcel·les on es cultiva ordi del Tibet. En comparació amb les altres espècies del mateix gènere, és més gros que N. irene però més petit que N. sikimensis. El seu nom específic, linzhiensis, es refereix al districte tibetà de Linzhi.